# Lista de prefeitos de São José dos Pinhais

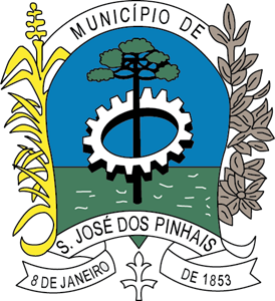
Brasão de São José dos Pinhais.

Esta é a lista de prefeitos e vice-prefeitos do município de São José dos Pinhais, estado brasileiro do Paraná.
Durante o Império a Câmara Municipal aglutinava os poderes Executivo e Legislativo numa espécie de Parlamentarismo regional. Após a instauração do regime republicano no Brasil em 15 de novembro de 1889, as câmaras municipais de vereadores foram dissolvidas. Em 24 de fevereiro de 1891 foi promulgada a primeira constituição do regime republicano no Brasil. Essa constituição estabeleceu novas regras para a organização político-administrativa do Brasil. A nível municipal foram criadas as figuras da prefeitura municipal e do prefeito municipal para a realização das funções executivas. Os primeiros prefeitos de São José dos Pinhais foram nomeados (1894 a 1900), somente em 1900 é que ocorreu a primeira eleição municipal para a escolha de prefeito.
A atual prefeita é Margarida Maria Singer (Nina Singer), tendo por Vice-prefeito Assis Manoel Pereira (Professor Assis) - Gestão 2021-2024.

## Prefeitos
| Nº | Nome                               | Imagem                  | Partido                                 | Vice-prefeito                                       | Início do mandato       | Fim do mandato                                        | Observações                                   |
| 1  | Francisco de Paula Killian         |                         | PRP                                     | —                                                   | 1° de fevereiro de 1894 | 15 de março de 1894                                   | Prefeito nomeado                              |
| 2  | Manoel Alves Massaneiro            |                         | PRP                                     | —                                                   | 16 de março de 1894     | 2 de maio de 1894                                     | Prefeito nomeado                              |
| 3  | Norberto Alves de Brito            |                         | PRP                                     | —                                                   | 3 de maio de 1894       | 5 de outubro de 1900                                  | Prefeito nomeado                              |
| 4  | Luiz Victorino Ordine              |                         | PRP                                     | —                                                   | 6 de outubro de 1900    | 24 de agosto de 1904                                  | Prefeito eleito                               |
| —  | Luiz Victorino Ordine              |                         | PRP                                     | —                                                   | 25 de agosto de 1904    | 29 de maio de 1908                                    | Prefeito eleito                               |
| —  | Francisco de Paula Killian         |                         | PRP                                     | —                                                   | 30 de maio de 1908      | 14 de fevereiro de 1912                               | Prefeito eleito                               |
| —  | Francisco de Paula Killian         | 15 de fevereiro de 1912 | PRP                                     | —                                                   | 14 de fevereiro de 1916 | Prefeito eleito                                       |                                               |
| —  | Francisco de Paula Killian         | 15 de fevereiro de 1916 | PRP                                     | —                                                   | 14 de fevereiro de 1920 | Prefeito eleito                                       |                                               |
| 5  | João José Massaneiro               |                         | PRP                                     | —                                                   | 15 de fevereiro de 1920 | 14 de fevereiro de 1924                               | Prefeito eleito                               |
| 6  | Benjamin Claudino Ferreira         |                         | PRP                                     | —                                                   | 15 de fevereiro de 1924 | 19 de novembro de 1930                                | Prefeito eleito                               |
| 7  | João Ângelo Cordeiro               |                         | PSD                                     | —                                                   | 20 de novembro de 1930  | 12 de dezembro de 1930                                | Prefeito nomeado                              |
| 8  | Luiz de Campos Vallejo             |                         | PSD                                     | —                                                   | 13 de dezembro de 1930  | 15 de abril de 1932                                   | Prefeito nomeado                              |
| 9  | Godofredo Esteves Natividade       |                         | PSD                                     | —                                                   | 16 de abril de 1932     | 30 de setembro de 1932                                | Prefeito nomeado                              |
| 10 | Abilio Monteiro                    |                         | PSN                                     | —                                                   | 1° de outubro de 1932   | 31 de dezembro de 1932                                | Prefeito nomeado                              |
| —  | Godofredo Esteves Natividade       |                         | PSN                                     | —                                                   | 1º de janeiro de 1933   | 3 de agosto de 1933                                   | Prefeito nomeado                              |
| 11 | Cap. Ângelo Ferreira Chaves        |                         | PSD                                     | —                                                   | 4 de agosto de 1933     | 29 de março de 1934                                   | Prefeito nomeado                              |
| 12 | Sertório da Rosa                   |                         | PSN                                     | —                                                   | 30 de março de 1934     | 12 de maio de 1934                                    | Prefeito nomeado                              |
| 13 | Cap. José Schleder                 |                         | PSD                                     | —                                                   | 13 de maio de 1934      | 20 de junho de 1935                                   | Prefeito nomeado                              |
| 14 | Arthur Borges Maciel               |                         | PSN                                     | —                                                   | 21 de junho de 1935     | 9 de dezembro de 1935                                 | Prefeito nomeado                              |
| 15 | Alcídio Sprenger Viana             |                         | PSD                                     | —                                                   | 10 de dezembro de 1935  | 31 de dezembro de 1937                                | Prefeito eleito                               |
| 16 | Francisco Quirino dos Santos       |                         | PSD                                     | —                                                   | 1º de janeiro de 1938   | 31 de outubro de 1945                                 | Prefeito nomeado                              |
| 17 | Camilo Caminha                     |                         | PSD                                     | —                                                   | 1º de novembro de 1945  | 23 de novembro de 1945                                | Prefeito nomeado                              |
| 18 | Dr. James Portugal Macedo          |                         | PSD                                     | —                                                   | 24 de novembro de 1945  | 31 de dezembro de 1945                                | Prefeito nomeado                              |
| 19 | Silvio Pinto Ribeiro               |                         | PSD                                     | —                                                   | 1º de janeiro de 1946   | 2 de novembro de 1947                                 | Prefeito nomeado                              |
| —  | Camilo Caminha                     |                         | PSD                                     | —                                                   | 3 de novembro de 1946   | 31 de dezembro de 1946                                | Prefeito nomeado                              |
| 20 | Ten. Abílio Antunes Rodrigues      |                         | PSD                                     | —                                                   | 1º de janeiro de 1947   | 4 de dezembro de 1947                                 | Prefeito nomeado                              |
| 21 | Fortunato Moss                     |                         | PSD                                     | —                                                   | 5 de dezembro de 1947   | 27 de dezembro de 1947                                | Prefeito nomeado                              |
| 22 | Elpídio Monteiro Espínola          |                         | UDN                                     | —                                                   | 28 de dezembro de 1947  | 31 de março de 1948                                   | Prefeito eleito                               |
| 23 | Dario Marchesine                   |                         | UDN                                     | —                                                   | 1º de abril de 1948     | 31 de maio de maio de 1948                            | Prefeito nomeado                              |
| 24 | Ernesto Moro Redeschi              |                         | PSD                                     | —                                                   | 1º de junho de 1948     | 30 de janeiro de 1951                                 | Prefeito eleito em sufrágio universal         |
| 25 | João Nester                        |                         | PTB                                     | —                                                   | 31 de janeiro de 1951   | 30 de janeiro de 1955                                 | Prefeito eleito em sufrágio universal         |
| 26 | Benjamin Claudino Barbosa          |                         | UDN                                     | —                                                   | 31 de janeiro de 1955   | 30 de janeiro de 1959                                 | Prefeito eleito em sufrágio universal         |
| 27 | Flávio Zétola                      |                         | PTB                                     | —                                                   | 31 de janeiro de 1959   | 30 de janeiro de 1963                                 | Prefeito eleito em sufrágio universal         |
| 28 | Dr. Attílio Talamini               |                         | UDN                                     | —                                                   | 31 de janeiro de 1963   | 30 de janeiro de 1969                                 | Prefeito eleito em sufrágio universal         |
| 29 | Francisco Ferreira Claudino        |                         | ARENA                                   | Pedro Bonk                                          | 31 de janeiro de 1969   | 31 de janeiro de 1973                                 | Prefeito e vice eleitos em sufrágio universal |
| 30 | Nyr Marcílio de Oliveira           |                         | ARENA                                   | Miguel Haluch                                       | 1º de fevereiro de 1973 | 31 de janeiro de 1977                                 | Prefeito e vice eleitos em sufrágio universal |
| 31 | Moacir Piovesan                    |                         | MDB                                     | Wilson José dos Santos                              | 1º de fevereiro de 1977 | 31 de janeiro de 1983                                 | Prefeito e vice eleitos em sufrágio universal |
| 32 | João Batista Ferreira da Cruz      |                         | PMDB                                    | Lourival Afonso Camargo                             | 1º de fevereiro de 1983 | 31 de dezembro de 1988                                | Prefeito e vice eleitos em sufrágio universal |
| —  | Moacir Piovesan                    |                         | PTB                                     | Hélio Nascimento                                    | 1º de janeiro de 1989   | 31 de dezembro de 1992                                | Prefeito e vice eleitos em sufrágio universal |
| —  | João Batista Ferreira da Cruz      |                         | PMDB                                    | Sérgio Luiz Cordeiro Muniz                          | 1º de janeiro de 1993   | 31 de dezembro de 1996                                | Prefeito e vice eleitos em sufrágio universal |
| 33 | Luiz Carlos Setim                  |                         | PFL                                     | Francisco Bührer (PSDB)                             | 1º de janeiro de 1997   | 31 de dezembro de 2000                                | Prefeito e vice eleitos em sufrágio universal |
| 33 | Luiz Carlos Setim                  | 1º de janeiro de 2001   | PFL                                     | Francisco Bührer (PSDB)                             | 31 de dezembro de 2004  | Prefeito e vice reeleitos em sufrágio universal       |                                               |
| 34 | Leopoldo Costa Meyer               |                         | PSDB                                    | Antonio Benedito Fenelon, Toninho da Farmácia (PFL) | 1º de janeiro de 2005   | 31 de dezembro de 2008                                | Prefeito e vice eleitos em sufrágio universal |
| 35 | Ivan Rodrigues                     |                         | PTB                                     | Jairo José Melo (PDT)                               | 1º de janeiro de 2009   | 31 de dezembro de 2012                                | Prefeito e vice eleitos em sufrágio universal |
| —  | Luiz Carlos Setim                  |                         | DEM                                     | Antonio Benedito Fenelon, Toninho da Farmácia (DEM) | 1º de janeiro de 2013   | 31 de dezembro de 2016                                | Prefeito e vice eleitos em sufrágio universal |
| 36 | Antônio Fenelon                    |                         | PSC                                     | Thiago Fernando Bührer (PSDB)                       | 1º de janeiro de 2017   | 31 de dezembro de 2020                                | Prefeito e vice eleitos em sufrágio universal |
| 37 | Margarida Maria Singer Nina Singer |                         | Cidadania                               | Assis Manoel Pereira Professor Assis (PODE)         | 1º de janeiro de 2021   | 31 de dezembro de 2024                                | Prefeita e vice eleitos em sufrágio universal |
| 37 | Margarida Maria Singer Nina Singer | PSD                     | Paulo Fernando Jacomel, GM Jacomel (PL) | 1° de janeiro de 2025                               | Atualidade              | Prefeita reeleita e vice eleito em sufrágio universal |                                               |

Legenda